# 21415 Nicobrenner
21415 Nicobrenner è un asteroide della fascia principale. Scoperto nel 1998, presenta un'orbita caratterizzata da un semiasse maggiore pari a 2,4114909 UA e da un'eccentricità di 0,2102074, inclinata di 2,65903° rispetto all'eclittica.